# Battaglia di Friedlingen
La battaglia di Friedlingen è stata una battaglia che ebbe luogo il 14 ottobre 1702 nei pressi di Friburgo in Brisgovia, nel corso della guerra di successione spagnola e vide fronteggiarsi la monarchia asburgica contro il Regno di Francia, con la vittoria di quest'ultimo.

## La battaglia
I francesi stavano cercando di espandere la loro influenza sulla riva orientale del fiume Reno. Nell'autunno del 1702, il generale Villars ricevette l'ordine da parte di Luigi XIV di attaccare la Svevia. I francesi avevano necessità di riunirsi con le forze del loro nuovo alleato, l'elettore di Baviera, ma per fare ciò era necessario sconfiggere le truppe imperiali che si frapponevano a questi due schieramenti.
I francesi attraversarono dunque il Reno a Weil am Rhein, poco più a nord di Basilea il 14 ottobre 1702. Villars attaccò l'esercito imperiale a Friedlingen. Il futuro feldmaresciallo Luigi Guglielmo di Baden-Baden riuscì a tenere il confronto coi francesi per qualche tempo e poi si ritirò in buon ordine a nord lasciando il campo ai francesi.
Per Villars fu una vittoria di Pirro in quanto le perdite dei francesi furono molto alte: 1 703 morti e 2 601 feriti, mentre tra gli imperiali i morti furono 3 000 ed i feriti 742. Villars non riuscì comunque ad unirsi alle forze dei bavaresi.
I villaggi sulla sponda orientale del Reno subirono i danni maggiori, specialmente Weil am Rhein.